# Macrozamia concinna
Macrozamia concinna là một loài thực vật hạt trần trong họ Zamiaceae. Loài này được D.L.Jones mô tả khoa học đầu tiên năm 1998. Đây là loài đặc hữu New South Wales, Australia.